# スノードロップ
スノードロップ (snowdrop) は、ヒガンバナ科ガランサス属（Galanthus、スノードロップ属、マツユキソウ属）の総称。学名の英語読みからガランサスとも呼ばれる。
マツユキソウ（待雪草）ということもあるが、マツユキソウはガランサス属の1種 Galanthus nivalis (common snowdrop) の和名でもある。
北米では希に、キンポウゲ科アネモネ属のAnemone quinquefolia をsnowdropと呼ぶことがある。また、エゴノキ科ハレーシア属 Halesia をsnowdrop treeと総称することがある。
スノーフレークは名前が似ているが別属である。

## 語源
学名である「Galanthus」は、ギリシャ語のγάλα（gála、ミルク）とάνθος（ánthos、花）に由来する。「スノードロップ」の呼称は16世紀から17世紀にかけて人気のあった涙滴型の真珠のイヤリングであるドイツのSchneetropfen（Snow-drop）に由来する。

## 特徴

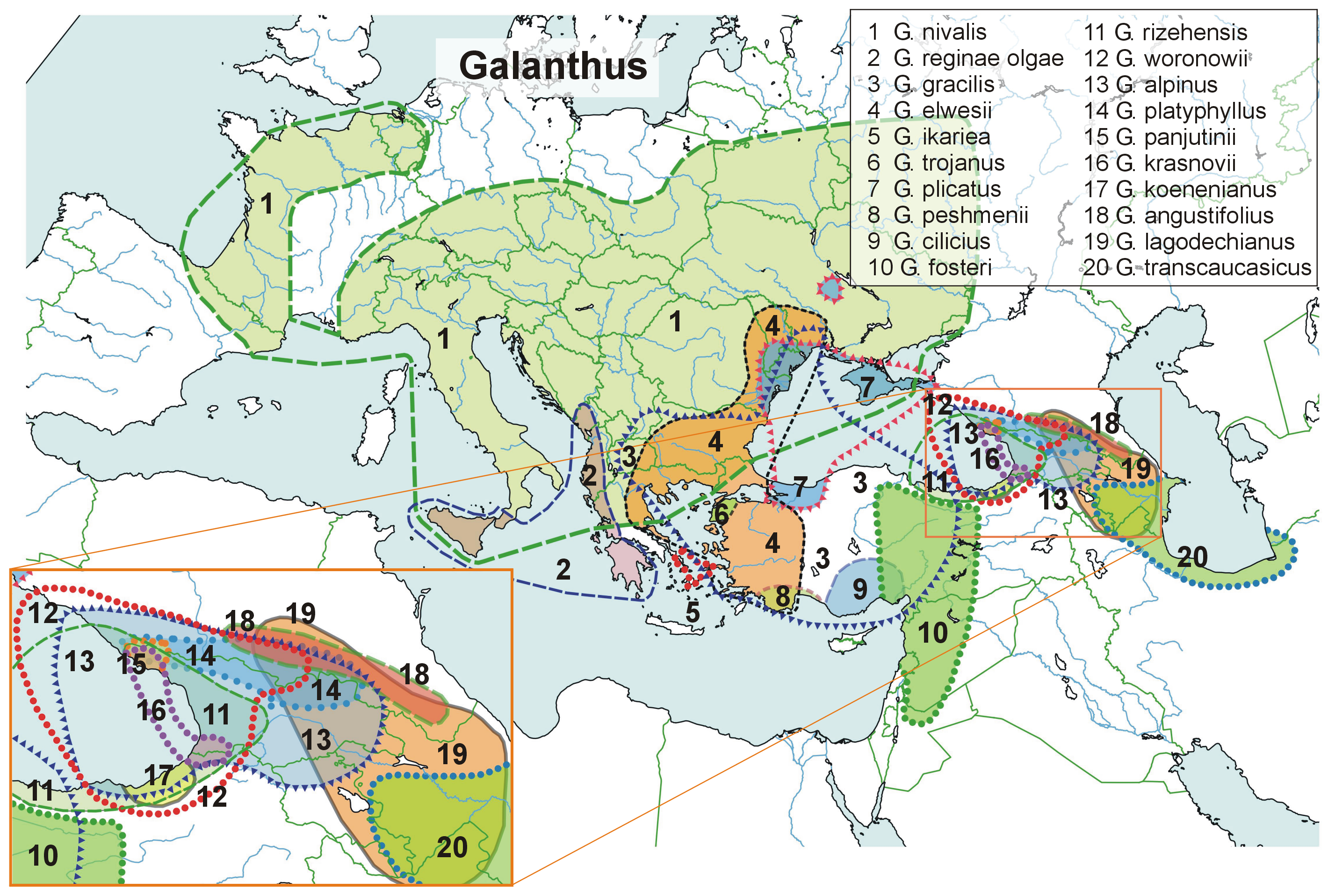
ヨーロッパや西アジアの19種のスノードロップ（スノードロップ）の分布図。

球根で育つ。種子から育てることもできるが、花が咲く大きさの球根に育つまで数年かかる。
冬の終わりから春先にかけ花を咲かせ、春を告げる花として知られる。
花は白で、3枚ずつの長い外花被と短い内花被を持つ六弁花。いくつかの種では内花被に緑色の斑点がある。
夜になると花を閉じ、昼間吸収した温かい空気を保管する。

## 栽培
耐寒性は強いが、土壌を選ぶ。種からスノードロップを育てると、花をつけるまでに4年程度が必要になるため、球根から植えるのが一般的。なお、スノードロップの球根にはアルカノイド系の毒性があるため植え付けまでの保管や植え付け時の取り扱いに注意する。
植え付け時期は9月下旬～11月で、発芽が確認できるのは12月下旬頃。植え付けから発芽までは、半日陰の涼しい場所に置き、発芽後から花が終わるまでは日当たりの良い場所で管理する。花後の休眠期は半日陰から日陰の風通しの良い涼しい場所に移す。

## 分類
約20種が属する。よく知られた種は
- Galanthus nivalis (common snowdrop、スノードロップ）
- Galanthus woronowii（green snowdrop、マツユキソウ[4]）
- Galanthus elwesii（giant snowdrop, greater snowdrop、オオユキノハナ）

## 文化
1月1日や1月2日などの誕生花とされる。花言葉は「慰め、希望、恋の最初のまなざし」などとする文献がある。
スノードロップはヨーロッパ各地で見られるため幸運なものから神秘的、あるいは不吉なものなど様々な言い伝えがある。
キリスト教では、2月2日の聖燭節（聖母マリアの清めの祝日）との関係が深い。修道院の庭でよく育てられていたため、修道院の跡地などに自生していることが多い。聖燭節の日にスノードロップを籠やボウルに集めて家に持ち帰ると家が清められるという言い伝えが、イギリスのヘレフォードシャー・ビーコン近隣で伝わっている。イギリスも自生地とされるが、修道僧がイタリアから持ち帰ったものが定着したとも考えられている。
スコットランドでは年が明ける前に見つけると翌年には幸運が訪れると言われている。ただし、結婚を望む女性が2月14日以前に摘むと不幸が訪れるとされている。
キリスト教の伝説によると、エデンを追われたイヴが地上で初めて迎えた冬の日、野原の草花が無くなった一面の雪原に嘆いていた所に現れた天使が、イヴを慰めるために降っていた雪をスノードロップに変えたという。このことから、「希望」と「慰め」の意味を持つとされており、花言葉の由来となっている。
異なる伝説としてイギリスの一部の農村部では『恋人が死んでいるのを見つけたケルマは、スノードロップを摘んで彼の傷の上に置きました。それは彼を目覚めさせることはありませんでしたが、彼の肉体は雪の雫（スノードロップ）に変わりました。このことから、花は死の象徴でもあります。』とあり、死を連想させることがある。この伝説が伝わっている地方では初冬にスノードロップの花束を家に持ち込むと不幸が起こると言われており、また、異性への贈り物として選ぶことは『あなた（花を受け取った人）の死を願う』という気持ちが込められているとして配慮に欠けるとされている。この逸話はイギリスの特定地域限定の逸話であることに留意。
ドイツには、雪が自らに色が無いため色を分けてくれるように花に頼んだが拒まれ、唯一それに応じたのがスノードロップだった、という言い伝えがある。
ロシアの詩人マルシャークの『森は生きている』は、少女が大晦日に継母からこの花を探して摘んで来るように、という無理難題を言い付けられたのが話の始まりである。